# ボゴタ川
ボゴタ川（Río Bogotá）は、コロンビア中部にある川。首都ボゴタの西側を流れる。マグダレナ川の支流だが、流れは南向でありマグダレナ川と逆である。

## 概要
水源はアンデス山脈の山中、標高3,300mの高地にある。50km程下ると平坦なボゴタ・サバナが広がっており湖や沼地が点在する。エル・ドラード伝説が生まれたグアタビータ湖があるのもここである。岩塩坑のあるシパキラ市を通過すると人口1,000万人のボゴタ都市圏に入る。標高は約2,600m。ボゴタ川はボゴタ市の西の境界線を兼ねており、幾つかの都市河川が合流する。この辺りの水質はコロンビアの川で最悪となっている。ボゴタ郊外、ソアチャ市にある落差132mのテケンダマ滝がボゴタ・サバナの南端に位置している。ここから先は急流で、標高約300mのマグダレナ川合流まで一気に下っていく。

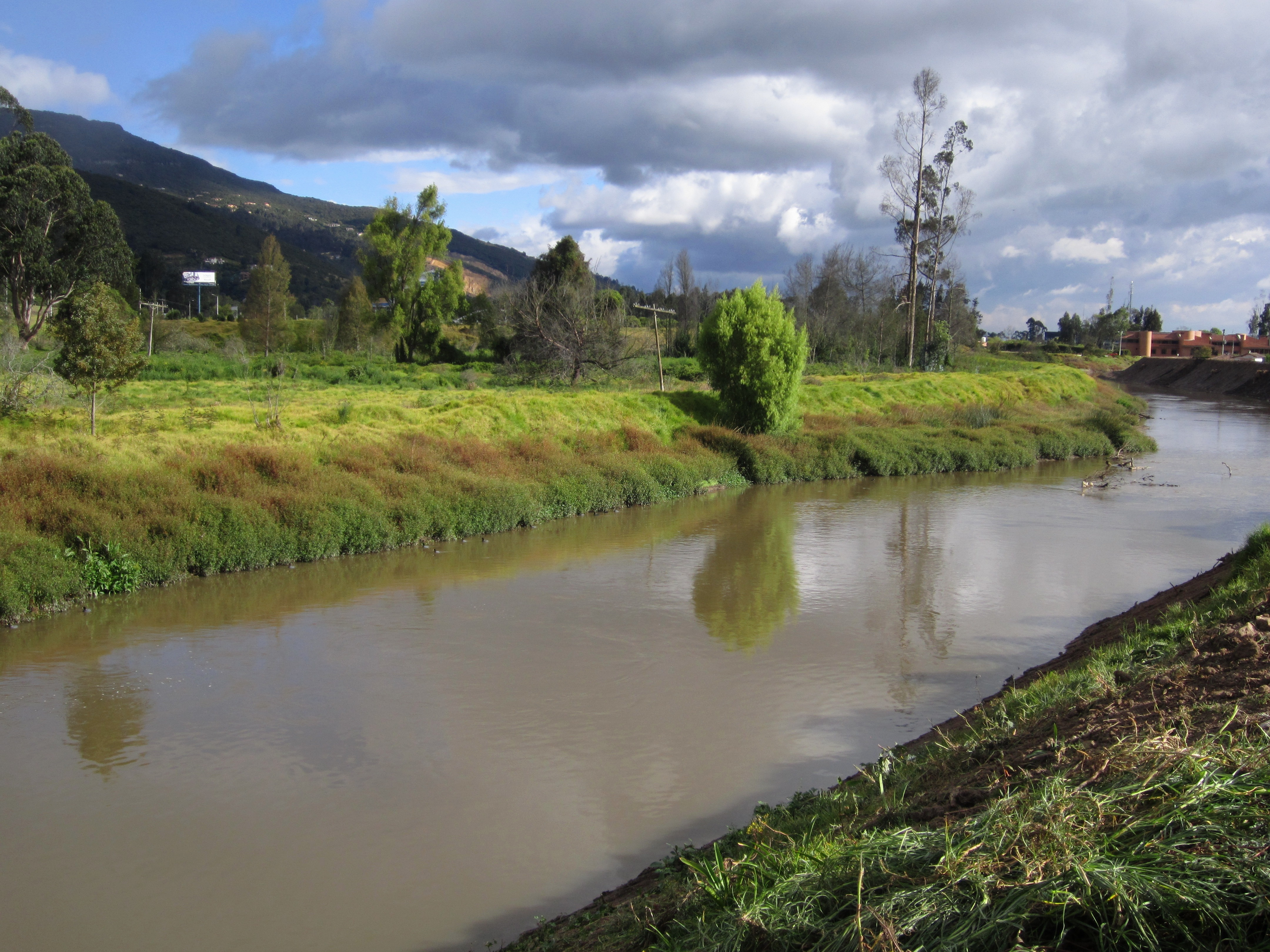
ボゴタ郊外
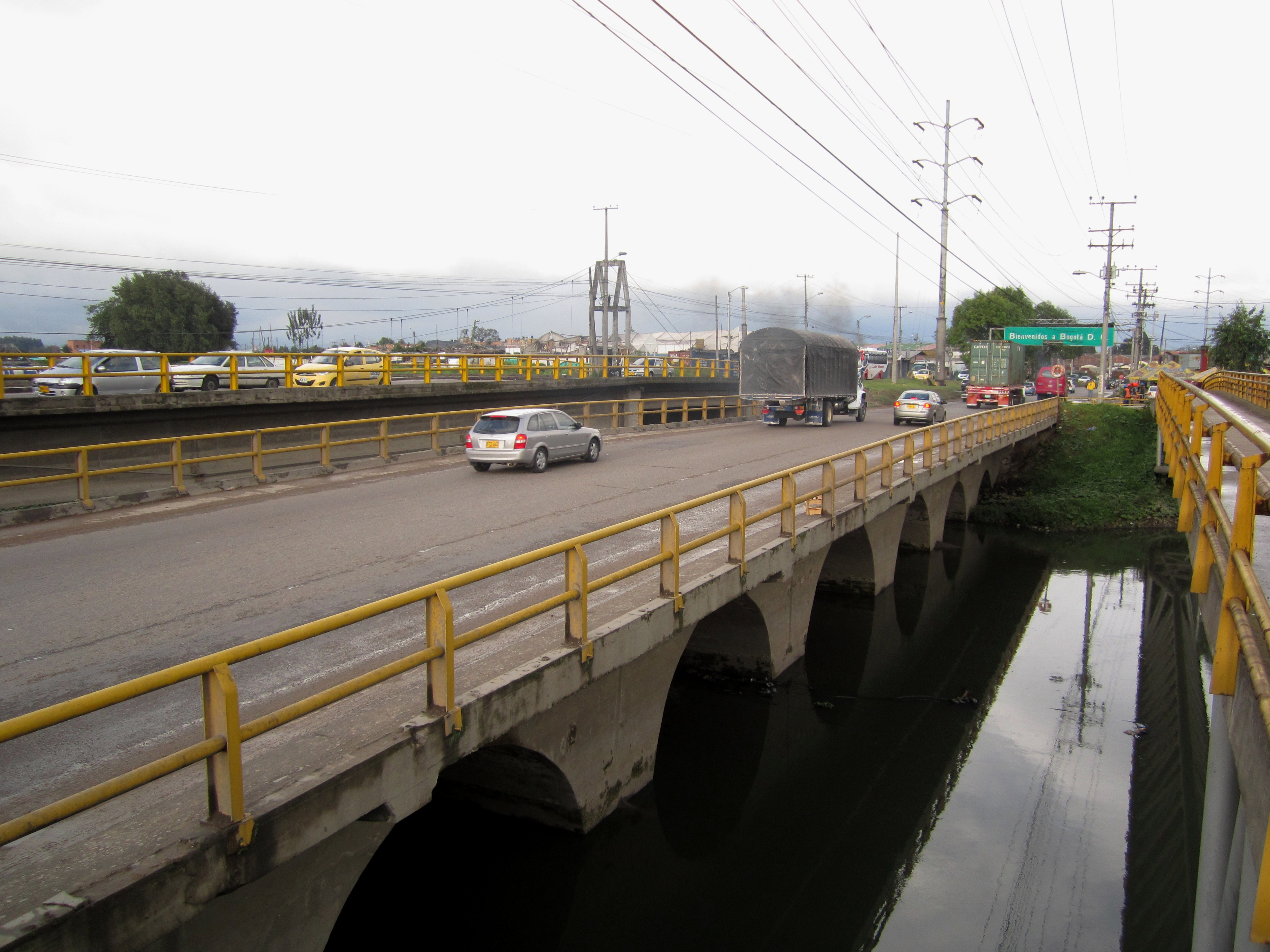
ボゴタ市付近
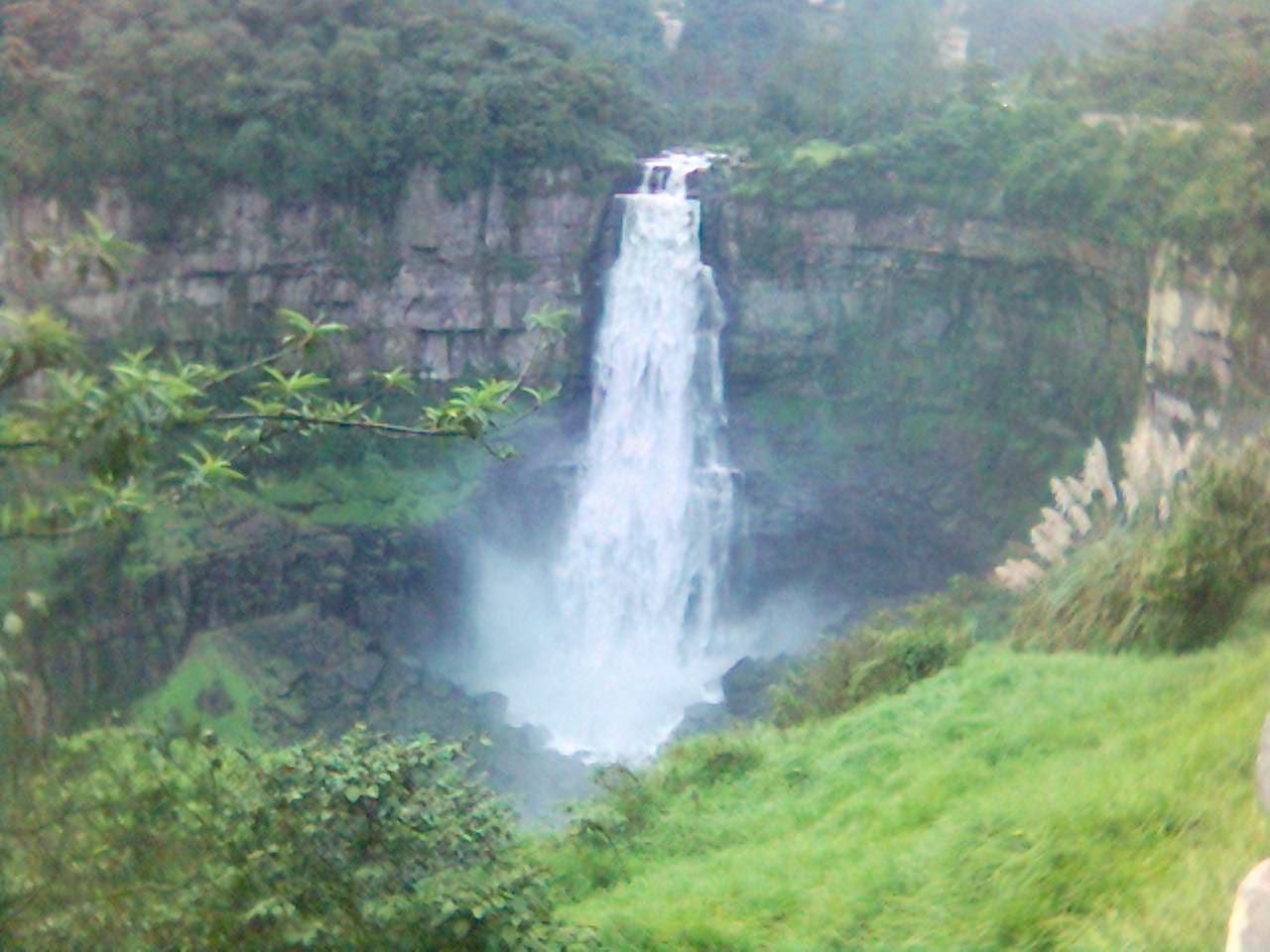
テケンダマ滝